# Байдик Тетяна Миколаївна
Байдик Тетяна Миколаївна (25 березня 1954 , Сенакі ) — українська дослідниця в галузі розпізнавання зображень за допомогою  штучних нейронних мереж, зокрема систем розпізнавання рукописного введення, а також виготовлення мікроелектромеханічних систем, застосування мікромеханіки у відновлюваній енергетиці, зокрема для концентрації сонячної енергії.

## Освіта й кар'єра
Народилася 25 березня 1954 року в Сенакі, Грузія. У 1977 році закінчила Київський політехнічний інститут, здобула ступені кандидатки технічних наук і д.т.н. в Інституті кібернетики НАНУ у 1983 і 1994 роках відповідно.
З 1980 року працювала молодшою науковою співробітницею, а потім науковою співробітницею Інституту кібернетики. У 1995–1999 роках координувала науково-освітню програму Міжнародного фонду «Відродження».
З 2001 року працює в Національному автономному університеті Мексики (UNAM), у групі мікротехнологій та нейронних мереж відділу мікро та нанотехнологій Інституту прикладних наук і технологій (ICAT). Є членкинею Мексиканської академії наук.

## Книги
Разом з Ернстом Куссулом і Дональдом Вуншем Байдик є співавторкою книг «Нейронні мережі та мікромеханіка» (Springer, 2009) і «Розумна автоматизація у відновлюваній енергетиці» (Springer, 2019).